# Zygomyia interrupta
Zygomyia interrupta är en tvåvingeart som beskrevs av Malloch 1914. Zygomyia interrupta ingår i släktet Zygomyia och familjen svampmyggor. Inga underarter finns listade i Catalogue of Life.